# Jiří Mráz
Jiří Mráz, známý také jako George Mraz, (9. září 1944 Písek – 16. září 2021) byl český jazzový kontrabasista žijící v USA.
Učil se hrát na housle a altsaxofon. Studoval Pražskou konzervatoř – hru na kontrabas u prof. Františka Hertla. Svoji hudební dráhu začal v polovině 60. let 20. století v triu Rudolfa Daška, poté hrál v SHQ Karla Velebného. V roce 1968, před příchodem vojsk Varšavské smlouvy do Československa, odešel do Německé spolkové republiky. Několik měsíců žil v Mnichově kde se seznámil s americkými jazzmany Mal Waldronem, Leo Wrightem a Bennym Baileym. Na podzim 1968 odešel do USA když získal stipendium na Berklee College of Music v Bostonu. Zde také začal používat jméno George Mraz.
Po dobu dvou let hrál v triu Oscara Petersona, přechodně získal angažmá u „první dámy jazzu“ Elly Fitzgeraldové. Rychle se stal jedním z nejznámějších jazzových kontrabasistů. Hrál mj. v orchestru Thada Jonese a Mela Lewise, v New York Jazz Quartetu, s kontrabasistou Charliem Mingusem, kytaristou Johnem Abercombiem a se Stanem Getzem. Často spolupracoval s klavíristou Tommym Flanaganem. Po dobu 23 let zůstal výhradně v zahraničí – do Prahy zavítal až v roce 1991.